# Desiderata
Desiderata var en af langobardernes kong Desiderius og dronning Ansas fire døtre. Hun var gift med Karl den Store, frankernes konge, i 768 eller 770, sandsynligvis som led i en politisk alliance mellem de to fjendtlige stater: Frankerriget og Lombardiet. Ægteskabet blev annulleret i 771, hvilke skadede relationerne de to nationer imellem, og ultimativt førte til krigen i 774. Desiderata fik ingen børn og hendes skæbne efter bruddet med Karl er ukendt.
Selv om hun i nutiden benævnes som Desiderata, mener nogle at dette i virkeligheden beror på en fejl i en kopi af Monumenta Germaniae Historica fra det 19. århundrede, hvor den latinske sætning desideriata filiam ("ønskede datter") ved en fejltagelse blev skrevet med stort forbogstav "D", så det blev til hendes navn: "Desideriata ". Det blev værre af, at hendes navn ofte bliver gengivet som "Desideria" – et mere sandsynligt navn (feminin form af "Desiderius", som var hendes fars navn), eller oversat til det franske navn "Désirée".
Den kendte britiske historiker Janet Nelson, der er ekspert i karolingernes historie, har udtænkt, at hendes navn i virkeligheden var Gerperga. Hendes forsvar for det er, at samtidige skrivere tilsyneladende forvekslede hende med Gerberga . Karloman er bror til Karl den Store. Selv Pave Stefan syntes at forveksle de to, og kronikører og annalister syntes at have troet at Gerberga flygtede til tilbage til sin far, da hendes mand døde. I virkeligheden flygtede hun til Desiderius, som var "Desideratas" far men bestemt ikke Gerbergas far).
Sikkert er, at Desiderius og Ansa havde tre andre døtre, som hed Anselperga, Adelperga, og Liutperga. Sammenfaldet med endelserne på døtrenes navne ("–perga") får J. Nelson til at mene at forvekslingen var forårsaget af at de to dronninger (koner til de to brødre Karl og Karloman) havde det samme navn, nemlig "Gerberga" eller "Gerperga". De er hhv. den frankiske og langobardiske udgave af det moderne franske navn "Gerberge".